# سازمان پارتیزانی متحد

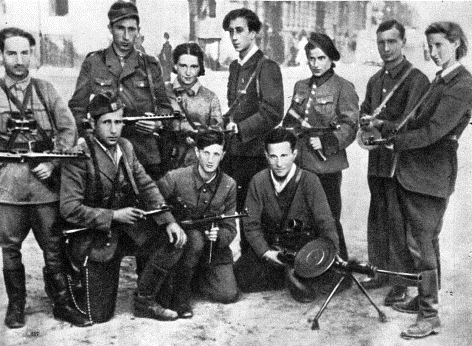
اعضای سازمان در گتو ویلنا

سازمان پارتیزانی متحد (به ییدیش: פֿאַראײניקטע פּאַרטיזאַנער אָרגאַניזאַציע) با عنوان Fareynikte Partizaner Organizatsye در زبان لهستانی (کوته‌نوشت: FPO)، یک سازمان مقاومت یهودی مستقر در گتو ویلنا بود که مقاومت مسلحانه علیه نازی‌ها را در طول جنگ جهانی دوم سازمان می‌داد. این سازمان زیرزمینی توسط پارتیزان‌های کمونیست و صهیونیست تأسیس شد. رهبران آنها ابا کوونر نویسنده، یوزف گلاتزمان و ییتزهاک ویتنبرگ بودند.

## شکل‌گیری
سازمان پارتیزانی متحد در ۲۱ ژانویه ۱۹۴۲ در گتو ویلنا با شعار «ما اجازه نمی‌دهیم آنها ما را مانند گوسفندان به ذبح ببرند.» تشکیل شد. این نخستین سازمان مقاومت یهودی بود که در گتوهای اروپای تحت اشغال نازی‌ها طی جنگ جهانی دوم تأسیس شد، و به دنبال آن مقاومت زیرزمینی گتو لاخوا نیز در اوت ۱۹۴۲ تشکیل شد. برخلاف گتوهای دیگر - که مقاومت زیرزمینی تا حدودی با مقامات تشکیلات محلی یهودیان هماهنگ شده بود - یاکوب گنس، رئیس گتو ویلنا، با مقامات آلمانی در جلوگیری از ایجاد مقاومت مسلحانه همدستی می‌کرد. FPO صهیونیست‌های سوسیالیست، صهیونیست‌های اصلاح‌گرای راستگرا، کمونیست‌ها / مارکسیست‌ها و بوندیست‌ها را گرد هم آورد. ریاست آن را ییتزهاک ویتنبرگ، یوزف گلاتزمان و ابا کوونر بر عهده داشتند.
اهداف FPO ایجاد دفاع از خود در گتو، خرابکاری در فعالیت‌های صنعتی و نظامی آلمان و پیوستن به جنگ‌های پارتیزانی و جنگ ارتش سرخ علیه نازی‌ها بود. آبه (ابا) کوونر، یکی از رهبران جنبش، به همراه ۱۷ عضو گروه محلی صهیونیستی هاشومر هتزایر، در صومعه ای کاتولیک از فرقه خواهران دومینیکن مستقر شدند و مادر علیا، آنا بورکوفسکا (خواهر برتراندا)، به آن‌ها پناه داد. گروه آبه نخستین کسانی بودند که نارنجک‌های دستی و سلاح‌های دیگر را به مقاومت زیرزمینی گتو ویلنا منتقل کردند.

## سرکوب خیزش
FPO در مأموریت خود موفق نشد. در اوایل سال ۱۹۴۳، آلمانی‌ها یکی از اعضای مقاومت را در جنگل گرفتند. یودنرات، یکی از سازمان‌های اداری پرکاربرد تحمیل شده توسط آلمان نازی، در پاسخ به تهدیدهای آلمان، ویتنبرگ را به گشتاپو تحویل داد. سازمان پارتیزانی متحد نیز در پاسخ، شورشی را ترتیب داد. FPO توانست ویتنبرگ را با مبارزه ای مسلحانه نجات دهد و سپس توانست گروهی شبه‌نظامی کوچک ایجاد کند. یودنرات تحمل این حرکت را داشت، چرا که نازی‌ها برای پایان دادن به مقاومت یا نابودی آن به یودنرات اولتیماتوم داده بودند. یودنرات می‌دانست که یهودیان به گتو اسلحه قاچاق می‌کنند و هنگامی که یک یهودی به دلیل خرید یک هفت تیر دستگیر شد، سرانجام به FPO دستور عقب‌نشینی دادند. یودنرات با این ادعا که اعضای FPO دشمنانی خودخواه هستند که باعث تحریک نازی‌ها می‌شوند، مردم گتو را بر ضد آن‌ها تحریک کرد. یاکوب گنس بر مسئولیت مردم در قبال یکدیگر تأکید کرد. وی گفت که مقاومت در حال فدای مصلحت جامعه است. در پایان، مردم در مقابل مقاومت قرار گرفتند و حق زندگی خود را خواستند. از آنجا که مقاومت حاضر به آتش گشودن بر دیگر یهودیان نبود، اعضای آن سرانجام در یکم سپتامبر ۱۹۴۳ خلع سلاح و دستگیر شدند.
هنگامی که نازی‌ها برای برچیدن گتو در سال ۱۹۴۳ وارد شدند، اعضای FPO دوباره گردهم آمدند. گنس کنترل برچیده شدن را به دست گرفت تا به تصورش آلمانی‌ها درون گتو وارد نشوند، اما در عمل به پر کردن سهمیه یهودیان با کسانی که توانایی جنگیدن داشتند، اما لزوماً بخشی از مقاومت نبودند، کمک کرد. اعضای FPO به جنگل فرار کردند، ور در آنجا بیشتر آنها توانستند به واحدهای پارتیزانی شوروی ملحق شوند. اعضای FPO در آزادی ویلنا توسط ارتش شوروی در ژوئیه ۱۹۴۴ شرکت کردند.